# Western Pacesetter I (schip, 1973)
De Western Pacesetter I is een halfafzinkbaar boorplatform dat in 1973 werd gebouwd door Bethlehem Steel in Beaumont voor Western Oceanic. Het bestaat uit twee parallelle pontons met daarop elk drie kolommen. Het Pacesetter-ontwerp van Friede & Goldman werd de basis voor een hele serie platforms, waaronder de aangepaste SS-2000.
In 1988 werd het platform door Bankers Trust verkocht aan Dyvi uit Noorwegen als Roman X. Het kreeg daarna nog de naam Viking Challenger tot het in 1989 verkocht werd aan Blystad Offshore als Songa Moon na reparatie bij Far East Levingston Shipbuilding. In 1993 nam Smedvig het platform over als West Theta.

## Pacesetter-serie

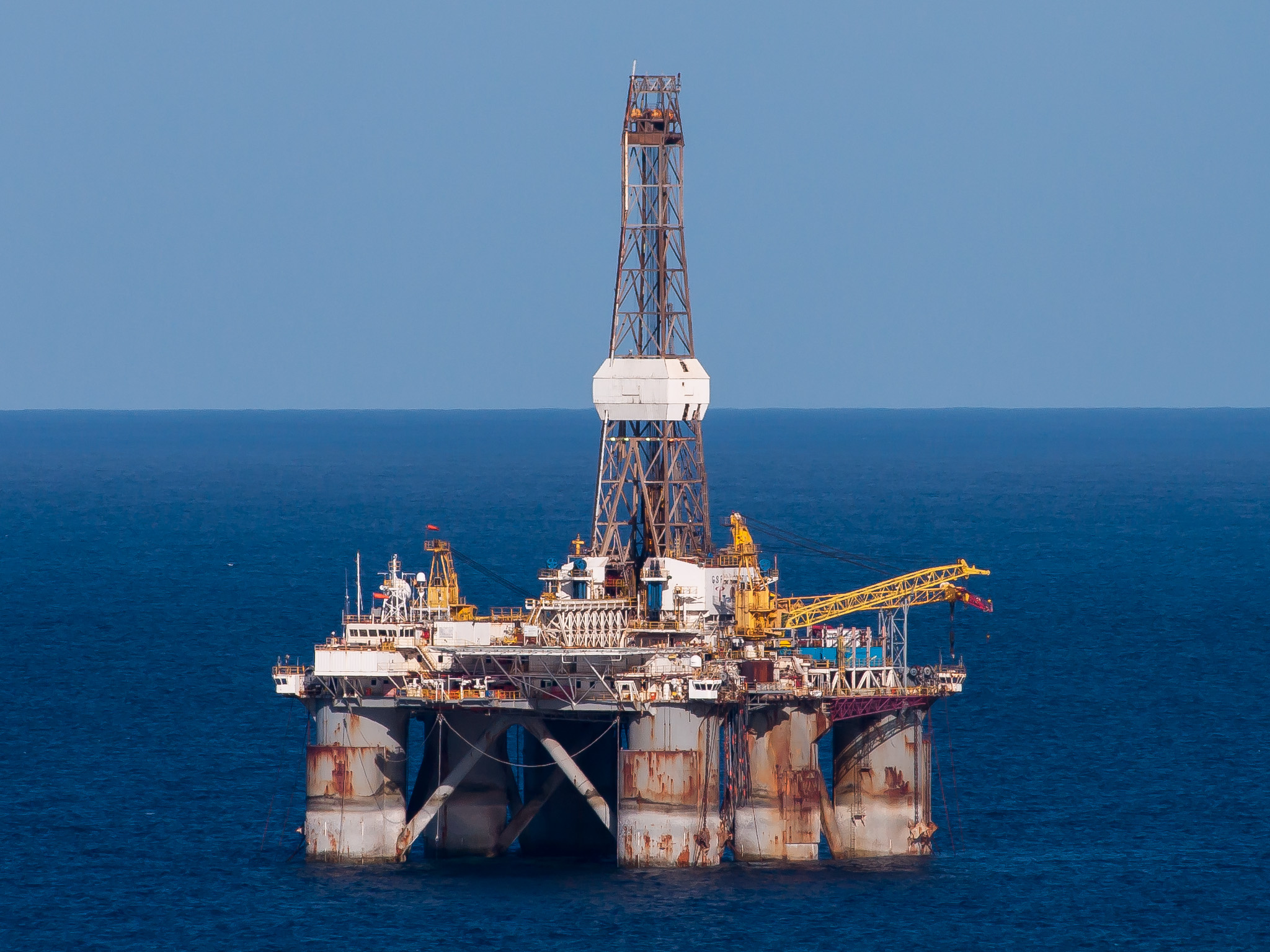
De GSF Arctic I, origineel tot 2004 de Glomar Arctic I

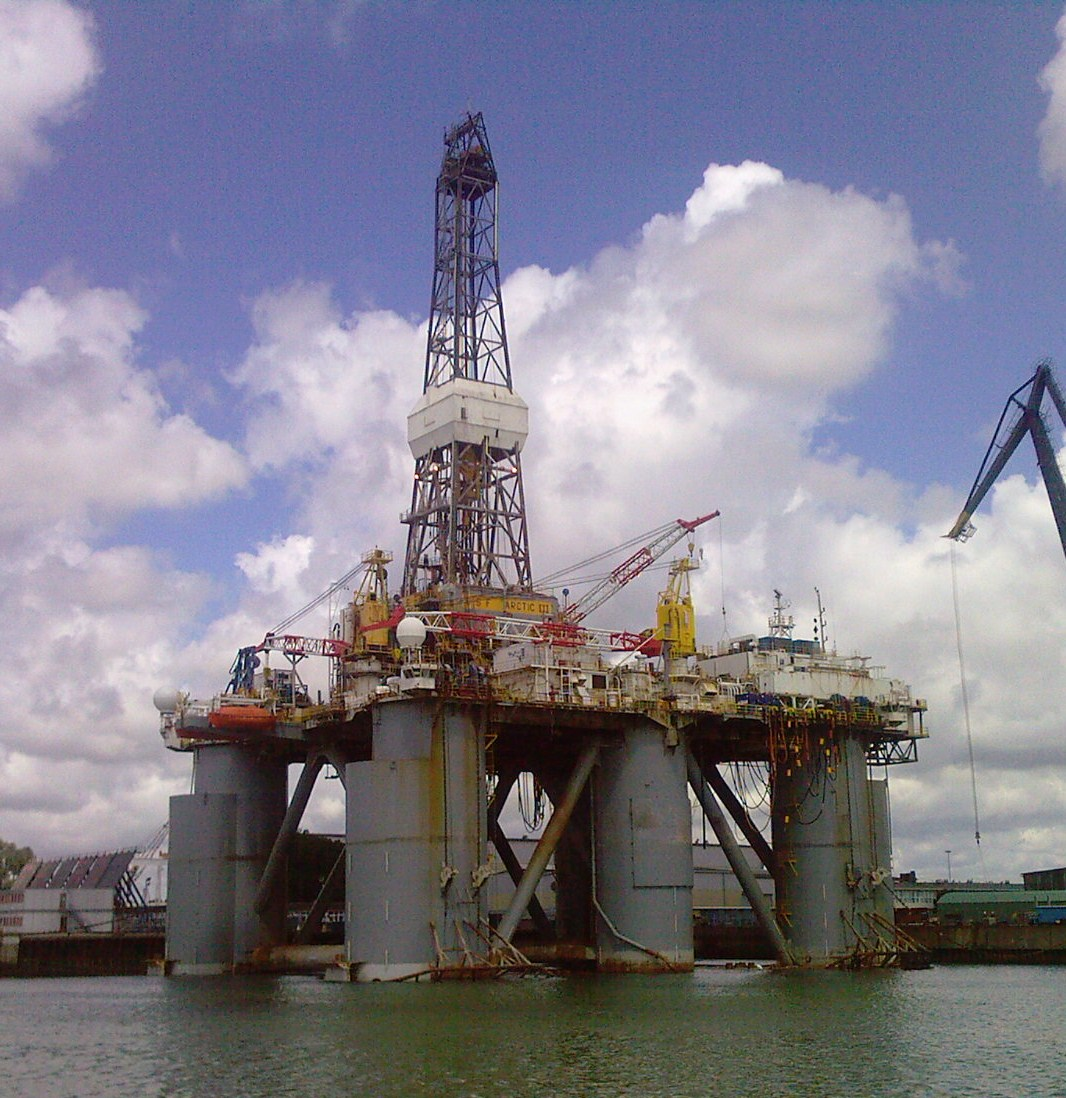
De GSF Arctic III, origineel tot 2003 de Glomar Arctic III

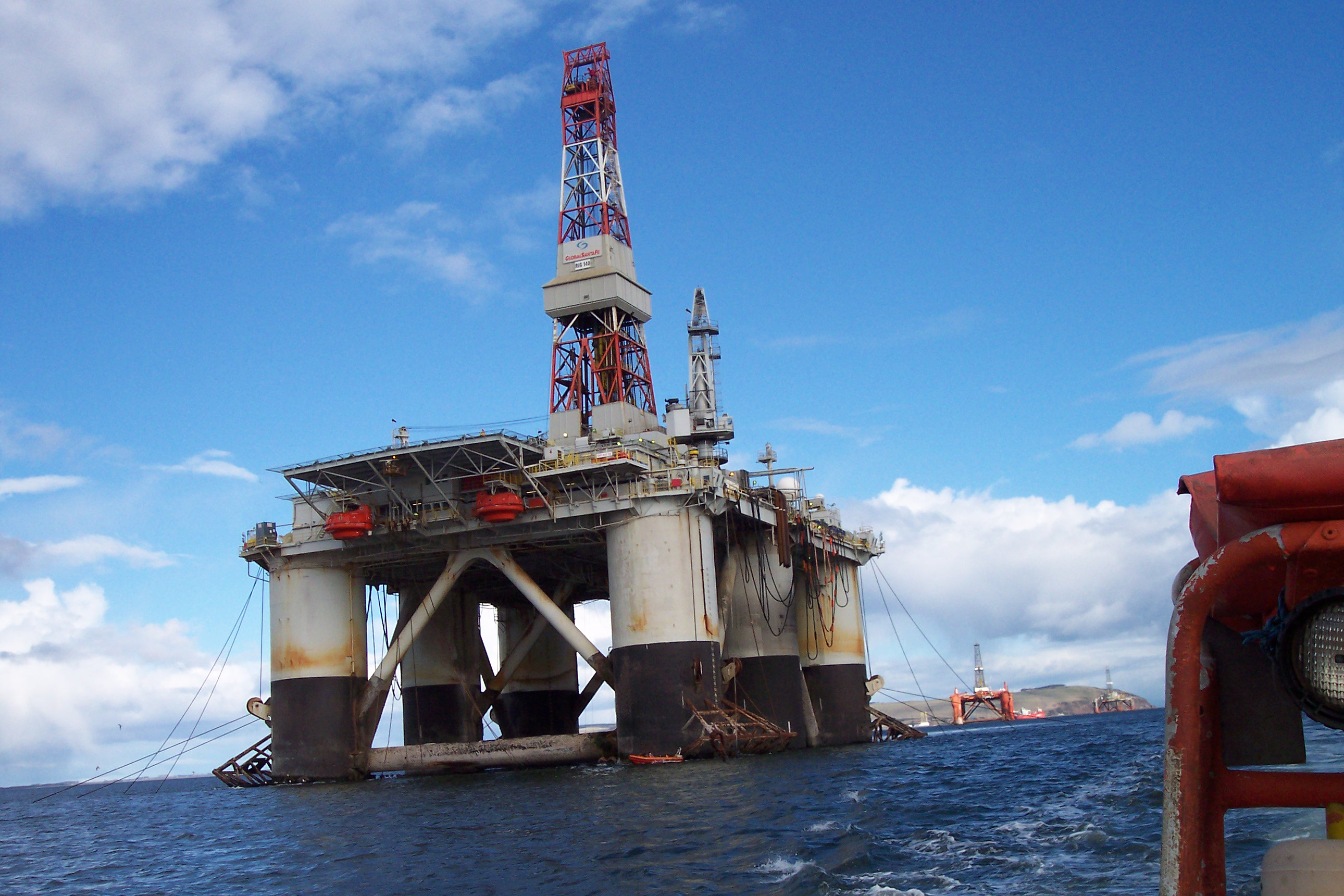
De GSF Rig 140, origineel tot 2002 de Santa Fe Rig 140

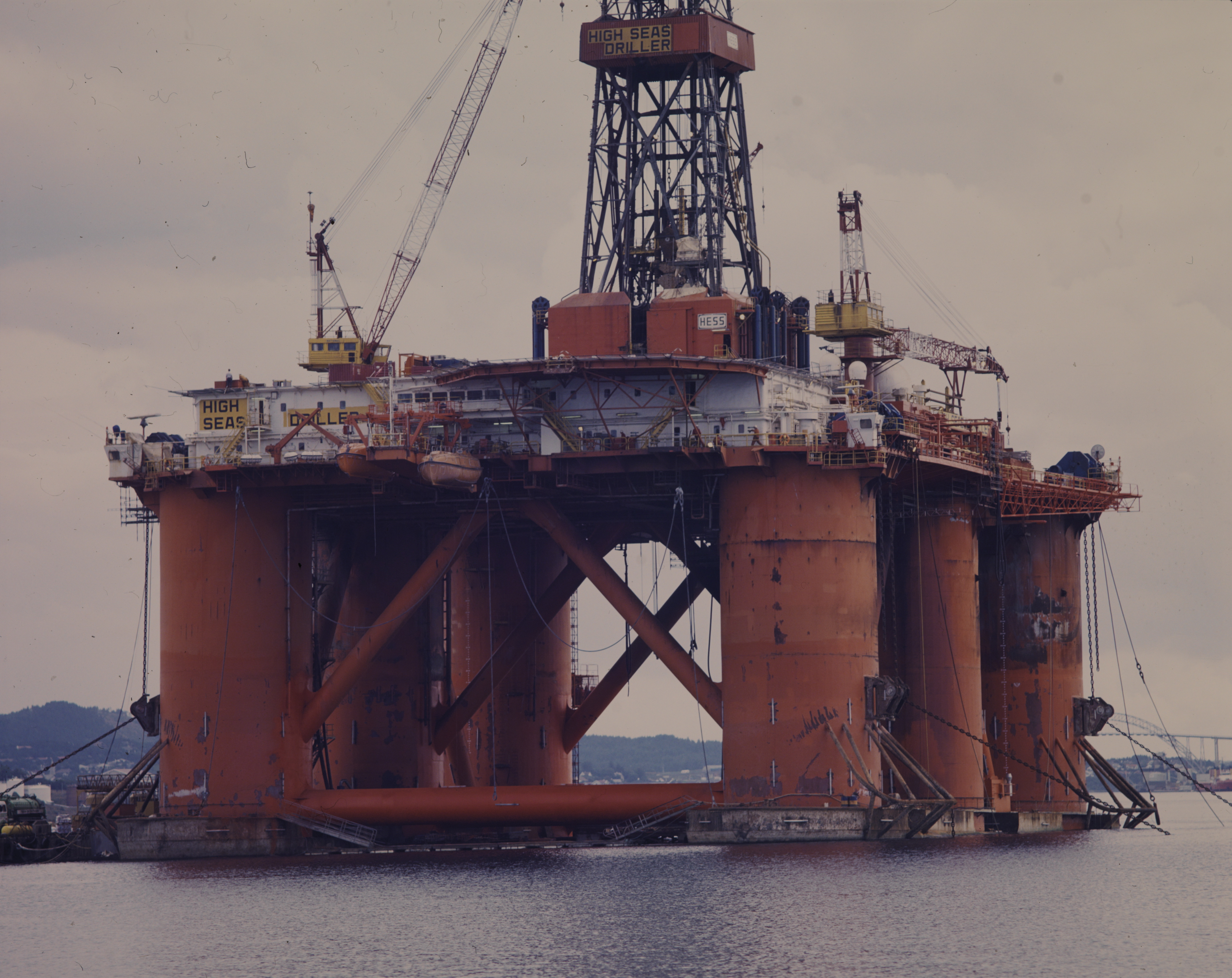
De High Seas Driller

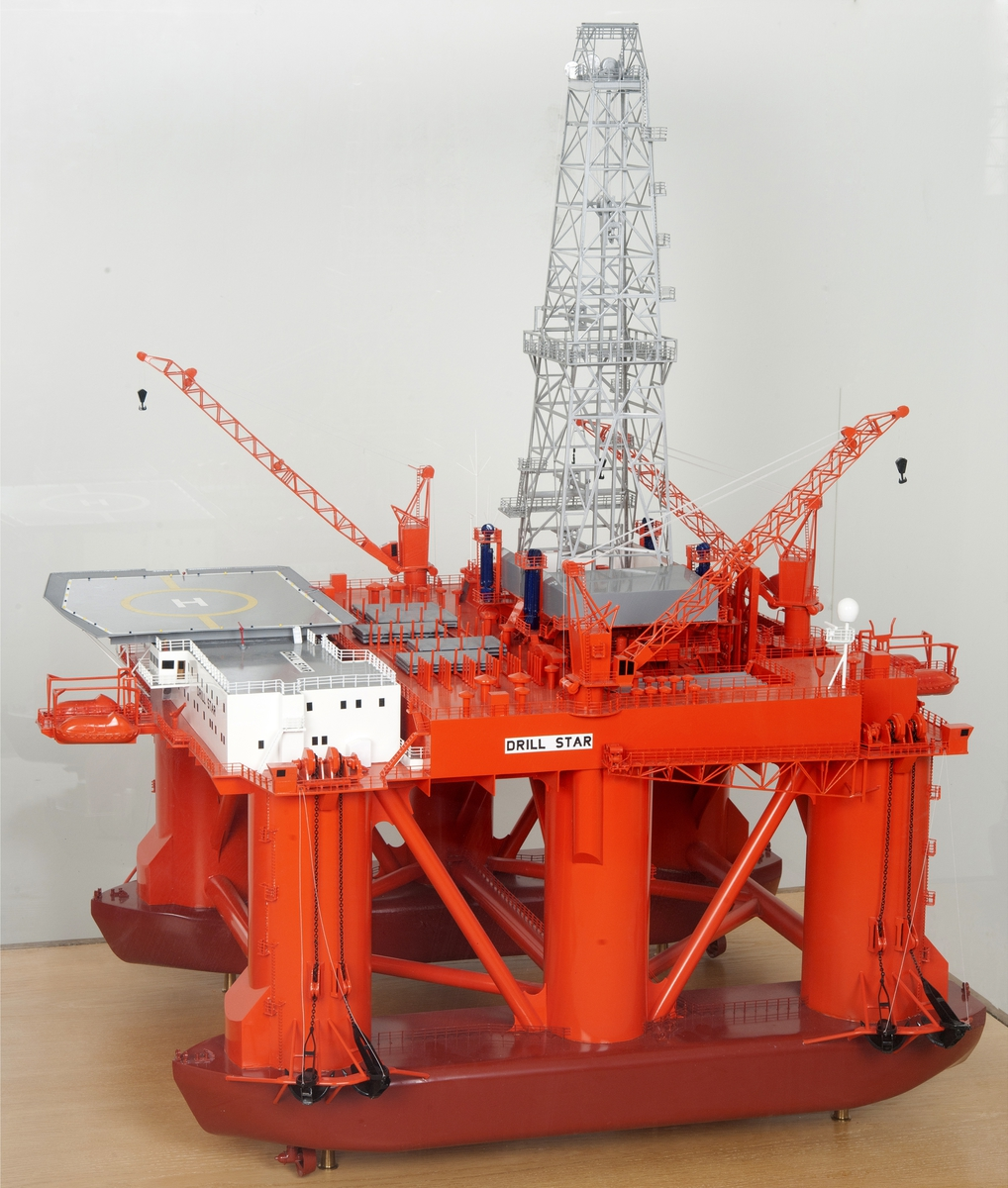
Een model van de Drill Star

Het Pacesetter-ontwerp was de eerste uit een serie van 39 voor verschillende opdrachtgevers. Het grootste deel betrof boorplatforms, maar er werden ook enkele accommodatieplatforms of flotels gebouwd. Enkele daarvan werden later alsnog voorzien van een boortoren.
Voor Zapata werd het ontwerp aangepast. Bij dit SS-2000-ontwerp zijn de kolommen verlaagd van 90 voet (27,4 m) naar 60 voet (18,3 m) en voor de voorste twee kolommen een diameter van 26 voet (7,9 m) in plaats van 30 voet (9,1 m). Met deze aanpassingen moest het draagvermogen 2000 ton blijven, ondanks een ankersysteem voor grotere waterdiepte.
Voor dieper water werd de Super Pacesetter ontwikkeld met Hitachi Zosen. De eerste van dit type was de Penrod 78 uit 1983.
| Naam                       | Werf                                 | Jaar           | IMO-nummer |
| -------------------------- | ------------------------------------ | -------------- | ---------- |
| Western Pacesetter I       | Bethlehem Steel, 4878                | augustus 1973  | 8755443    |
| Western Pacesetter II      | Bethlehem Steel, 4883                | juni 1975      | 8755613    |
| Western Pacesetter III     | Avondale Shipyards, 2262             | september 1974 | 8755625    |
| Zapata Concord (SS-2000)   | Avondale Shipyards, 2276             | oktober 1975   | 8755807    |
| Zapata Lexington (SS-2000) | Avondale Shipyards, 2277             | maart 1976     | 8755821    |
| Zapata Saratoga (SS-2000)  | Avondale Shipyards, 2280             | september 1976 | 8755845    |
| Zapata Yorktown (SS-2000)  | Avondale Shipyards, 2283             | december 1976  | 8755883    |
| Aleutian Key               | Mitsui                               | maart 1976     | 8750091    |
| Alaskan Star               | Mitsubishi                           | december 1976  | 8750089    |
| Kaspmorneft                | Rauma-Repola, RR-14                  | juni 1978      | 8752099    |
| Shelf 1                    | Vyborg Shipyard, Astrachan           | 1978           | 8755302    |
| Shelf 2                    | Vyborg Shipyard, Astrachan           | 1980           | 8755314    |
| Treasure Supporter         | Götaverken Arendal                   | 1980           | 8758861    |
| Safe Britannia             | Götaverken Arendal                   | 1980           | 8758823    |
| Safe Concordia             | Götaverken Arendal                   | 1980           | 8758823    |
| Treasure Scout             | Götaverken Arendal                   | 1982           | 8752738    |
| Vinland                    | Götaverken Arendal                   | 1982           | 8752350    |
| Polycastle                 | Mitsui                               | 1982           | 8758067    |
| Safe Gothia                | Götaverken Arendal                   | 1982           | 8758847    |
| Penrod 73                  | Hitachi Zosen                        | 1982           | 8753677    |
| John Shaw                  | Mitsui                               | 1982           | 8752025    |
| Drill Star                 | Framnæs, PF-106                      | 1982           | 8751033    |
| Jim Cunningham             | DSME, 3001                           | 1982           | 8752001    |
| Safe Caledonia             | Kockums                              | 1982           | 8758859    |
| Nymphea                    | Hitachi Zosen                        | 1982           | 8752960    |
| Actinia                    | Hitachi Zosen                        | 1982           | 8750039    |
| Stadive                    | Rauma-Repola, RR-18                  | november 1982  | 7911521    |
| M.G. Hulme Jr.             | DSME, 3002                           | 1983           | 8750223    |
| Glomar Arctic I            | Rauma-Repola, RR-19                  | december 1983  | 8751320    |
| Glomar Arctic II           | Rauma-Repola, RR-20                  | juli 1984      | 8750352    |
| Glomar Arctic III          | Rauma-Repola, RR-21                  | november 1984  | 8751332    |
| Safe Felicia               | FELS, B189                           | 1983           | 8758835    |
| Santa Fe Rig 135           | DSME, 3003                           | 1983           | 8754891    |
| Santa Fe Rig 140           | DSME, 3004                           | 1983           | 8754918    |
| Benreoch                   | DSME, 3006                           | 1983           | 8105480    |
| High Seas Driller          | DSME, 3007                           | 1983           | 8751681    |
| Western Pacesetter IV      | FELS, B194                           | 1983           | 8755637    |
| Penrod 78                  | Hitachi Zosen, K-1030                | 1983           | 8753720    |
| Bow Drill II               | Framnæs, PF-107                      | 1983           | 8752726    |
| Doo Sung                   | DSME, 3008                           | 1984           | 8751019    |
| Shelf 3                    | Vyborg Shipyard, Astrachan           | 1981           | 8755326    |
| Kan Tan 3                  | China State Shipbuilding Corporation | 1984           | 8752051    |
| Shelf 4                    | Vyborg Shipyard, Vyborg              | 1985           | 8755338    |
| Shelf 5                    | Vyborg Shipyard, Astrachan           | 1987           | 8755340    |
| Shelf 6                    | Vyborg Shipyard, Vyborg              | 1986           | 8755352    |
| Shelf 7                    | Vyborg Shipyard, Astrachan           | 1985           |            |
| Shelf 8                    | Vyborg Shipyard, Vyborg              | 1987           | 8755364    |
| Shelf 9                    | Vyborg Shipyard, Astrachan           | 1991           |            |
| Shelf 10                   | Vyborg Shipyard, Vyborg, 184         | 1989           | 8755376    |
| Drillmar I                 | ASTANO                               | 1991           | 8751021    |
| Petrobras XXVI (Shelf 12)  | Vyborg Shipyard, Vyborg              | 1997           | 8764169    |